# Times Tower
Times Tower – wieżowiec w Nairobi w Kenii. Zaprojektowany został przez firmę Triad Architects, a zbudowany w latach 1992–2000.